# Horacio Ferrer

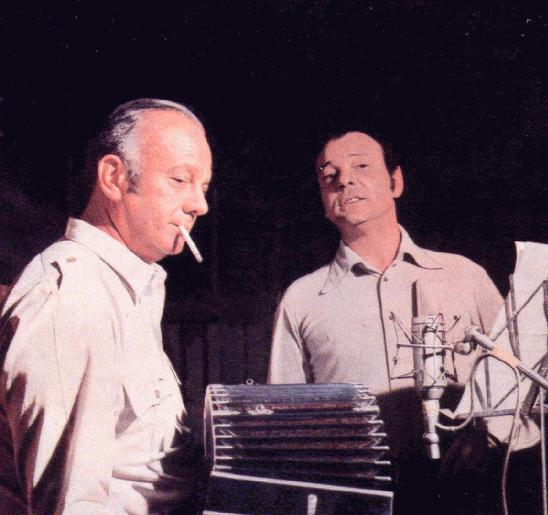
Horacio Ferrer (rechts) mit Astor Piazzolla (um 1970)

Horacio Ferrer (* 2. Juni 1933 in Montevideo, Uruguay; † 21. Dezember 2014 in Buenos Aires, Argentinien) war ein uruguayischer Lyriker, Liedtextdichter, Rezitator, Librettist, Journalist, Schriftsteller und Tangohistoriker. Eine lange Zusammenarbeit mit „Tango-König“ Astor Piazzolla und ein umfangreiches Werk ließen ihn zu einer der bedeutenden Gestalten des Tangos in der zweiten Hälfte des zwanzigsten Jahrhunderts werden.

## Leben

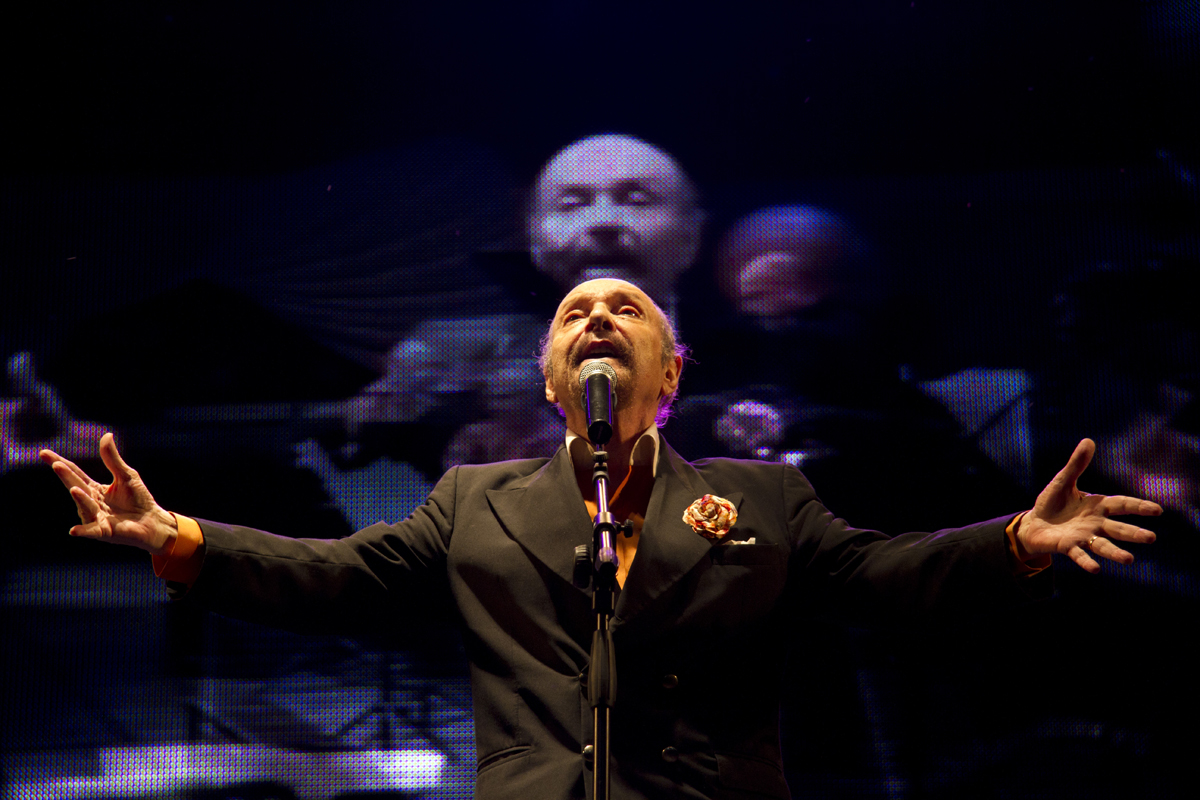
Horacio Ferrer bei einer Veranstaltung

Horacio Ferrer entstammte einer künstlerisch interessierten, bürgerlichen Familie aus Montevideo. Schon als Kind schrieb er Gedichte, Marionettenstücke und Milongas, die er nicht selten auch selbst aufführte und einsang. Die Besuche bei einem in Buenos Aires lebenden Onkel weckten sein Interesse am Tango. Zu Beginn der 1950er Jahre entstanden erste Texte für Tangos, aber er wurde dadurch noch nicht bekannt. Während seines Architekturstudiums begann er mit Radiosendungen, in denen Tangos aufgeführt wurden, die auch seine Texte enthielten, mit dem Titel „Seleccion de Tangos“. 1955 lernte er dann Astor Piazzolla kennen, den größten Tangokomponisten des zwanzigsten Jahrhunderts, mit dem er eine jahrelange Zusammenarbeit und eine tiefe Freundschaft pflegte. Die Zusammenarbeit zwischen beiden hielt bis 1973. Ferrer schrieb für Piazzolla  unter anderem die Balada para un loco.
Für sieben Jahre war er als Chefredakteur, zeitweise Direktor und sogar Illustrator für die Tangozeitschrift „Tanqueando“ tätig. Ein Zweitstudium hängte er zwischen 1956 und 1959 seiner mittlerweile umfangreichen Arbeit und seines Standard-Studiums an; er studierte offiziell Bandoneon-Spiel am Konservatorium, sein Studium der Architektur brach er später ab. 1960 veröffentlichte er auch sein erstes eigenes Buch. Seit 1967 waren seine Tangos und er häufig Gast in Radio und Fernsehen, vor allem in Uruguay und Argentinien. Auch war er als ordentlicher Journalist kurzzeitig für die Morgenzeitung „El Dia“ tätig. Oftmals rezitiert er auch bei Veranstaltungen seine eigenen Gedichte ohne oder mit Musik.
Der eigentliche, endgültige Durchbruch gelang ihm 1967 mit der Vertonung einer Reihe seiner Gedichte unter dem Titel „Romancero Canuyengue“ in Argentinien, was ihn im ganzen Land bekannt machte, vor allem, weil der bekannte Gitarrist Agustín Carlevaro dabei die Gitarre spielte.
Mitte der 1980er Jahre hatte er auch die argentinische Staatsangehörigkeit angenommen. Buenos Aires blieb bis zu seinem Tod seine Wahlheimat. Er war bis zu seinem Ableben Präsident der Nationalen Tango-Akademie in Buenos Aires (Academica Nacional del Tango), die von ihm 1990 gegründet worden war. 
Am 21. Dezember 2014 verstarb Horacio Ferrer mit 81 Jahren in einem Krankenhaus in Buenos Aires an einem Herzleiden.

## María de Buenos Aires
Das wohl – auch weltweit – bekannteste Werk, an dem Ferrer beteiligt war, war die einzige Oper, die Piazzolla geschrieben hatte und die 1968 aufgeführt wurde: María de Buenos Aires, ein Werk, das in Argentinien 100 Aufführungen erfuhr, große Erfolge feierte und auch auf Tonträgern eingespielt wurde. Ferrer spielte selbst in dem Stück die Rolle des „El Duende“. Die Oper umfasst 16 Bilder. Das gesamte Libretto stammt von Ferrer.
Seit diesem Erfolg war Ferrer ein bekannter und berühmter Künstler in Uruguay und Argentinien und einigen Teilen Lateinamerikas.

## Werk

### Bücher (Auswahl)
- El Tango. Su historia y evolucion, 1960 (Der Tango. Seine Geschichte und seine Entwicklung)
- El libro del Tango. Arte Popular de Buenos Aires, 1976 (Das Buch vom Tango. Die Volkskunst aus Buenos Aires)
- mit Oscar del Priore: Inventario del tango. 1849–1998, Buenos Aires 1999

### Alben (Auswahl)
- Astor Piazzolla/Horacio Ferrer: María de Buenos Aires, 1968.
- Horacio Salgany/Horacio Ferrer: Oratorio Carlos Gardel para Orquestra Sinfonia, coro mixto, solistas y recistas, 1992.

### Bekannte Tangos, die Texte von Ferrer enthalten (Auswahl)
- Canción de las venusinas
- La bicicleta blanca
- Fábula para Gardel
- El gordo triste
- Chiquilín de Bachín